# Alden (Schuhhersteller)
Alden ist ein US-amerikanischer Schuhhersteller in Middleborough, Massachusetts; Alden produziert hochwertige rahmengenähte Schuhe in klassischem Stil und ist damit neben Allen-Edmonds der bekannteste US-amerikanische Schuhhersteller von internationalem Ruf. Besonders bekannt ist Alden für seine Pferdelederschuhe. 
Alden ist der einzige alteingesessene Schuhhersteller in Neuengland, der heute noch besteht. Die Firma wurde 1884 von Charles H. Alden gegründet. 1970 wurde eine neue Fabrikhalle in Middleborough errichtet, wo bis heute die Fertigung stattfindet.